# Rowland Blennerhassett
Rowland Blennerhassett, 1st Baronet (1741 - maart 1821) was een Anglo-Ierse advocaat en baronet.
Blennerhassett was de zoon van Robert Blennerhassett en Frances Yielding. Hij was de achterkleinzoon van Robert Blennerhassett, MP
Hij volgde een opleiding als advocaat en was praktiserend advocaat. Hij was kolonel van het 'Laune Rangers 'militie regiment vrijwilligers van 1779 tot 1782. In 1796 en 1797 was hij vredesrechter in County Kerry. Blennerhassett verhuisde zijn familie naar Cahirmoreaun, net buiten Tralee en hernoemde zowel het huis als het dorp Blennerville ter ere van zijn familie. Hij bouwde een groot nieuw huis in Churchtown House, Knockane. In 1800 kreeg hij een vergunning voor het houden van vier jaarmarkten per jaar en een wekelijkse markt in Blennerville, wat hem extra inkomsten opleverde. Blennerhassett bouwde rond 1800 de Blennerville windmill, die nog steeds bestaat en in 1812 een Church of Ireland school, genaamd de Erasmus Smith School. Op 22 september 1809 werd hij baron van Blennerville in de County Kerry, in de baronetage van het Verenigd Koninkrijk. Hij kreeg een jaar eerder het recht om een familiewapen te dragen.
Blennerhassett trouwde met zijn nicht, Agnes Millicent Yielding, de dochter van Richard Yielding, op 31 oktober 1762. Agnes Millicent kwam om bij een ongeval in 1801. Ze kreeg een klap van een van de wieken van hun nieuw gebouwde windmolen. Samen hadden ze vijf kinderen:
- Robert Blennerhassett, 2e baronet (26 januari 1769 - 21 september 1831), huwde met Rosanna (Blennerhassett)
- Richard Francis Blennerhassett (23 mei 1772 - november 1827), huwde met Agnes Denny, dochter van Barry Denny, 1e baronet
- Arthur Blennerhassett (27 oktober 1776 - 31 mei 1839), gehuwd met Helena Jane Mullins, dochter van Thomas Mullins, 1e baron Ventry
- Rowland Blennerhassett (26 december 1780 - 12 april 1854), huwde met Letitia Hurly
- William Blennerhassett (26 december 1780 - 1842), huwde met Elizabeth (Blennerhassett)